# Wplace
Wplace ist eine kollaborative Pixel-Art-Webseite, die am 21. Juli 2025 gestartet wurde. Nutzer können dort Pixel auf einer virtuellen Leinwand bearbeiten, die mit einer Weltkarte unterlegt ist. Die Webseite basiert auf dem r/Place-Projekt des sozialen Netzwerks Reddit.

## Allgemeines
Die Webseite wurde am 21. Juli 2025 von Enzo Watanabe, Lucas Teruo Yamashita und Murilo Matsubara gestartet. Einzelne Benutzer können die auf OpenFreeMap laufende Weltkarte, die aus 4 Billionen Pixeln besteht, nach Belieben verändern. Neue Benutzer beginnen mit etwa 60 Pixeln. Die Regeneration eines Pixels dauert 30 Sekunden. Je mehr ein Benutzer malt, desto mehr Pixel stehen ihm zur Verfügung. Die Webseite bietet außerdem eine Rangliste, die zeigt, in welchem Land und in welcher Region die meisten Pixel vorhanden sind. Im August 2025 war Brasilien das Land mit den meisten Pixeln mit über 530 Millionen Pixeln.
Am 7. August erreichte Wplace eine Million registrierte Benutzer auf der Webseite.

## Rezeption
Die Benutzer auf Wplace zeichnen regelmäßig Bilder aus beliebten Computerspielen, Anime, Memes und anderen Dingen aus der Internetkultur. Zu den beliebtesten Zeichnungen auf Wplace gehören Kunstwerke, die auf dem Computerspiel Deltarune basieren.
Wplace wurde auch genutzt, um Protestaktionen zu initiieren. Fans des eingestellten Computerspiels Hytale malten ein großes „#SaveHytale“-Kunstwerk über die Büros von Riot Games in Santa Monica. Zu den weiteren Protestaktionen auf Wplace zählen Fans der Dragon Age-Reihe, die gegen die Entscheidung von Electronic Arts protestieren, dem Spieleentwickler BioWare die Erstellung von Remaster-Versionen der Spiele zu untersagen, sowie das Zeichnen von Transgender-Flaggen in Großbritannien aus Protest gegen die Einschränkung der Transgender-Rechte durch die britische Regierung. Auch der Wohnsitz von JK Rowling in der Nähe von Aberfeldy wurde aufgrund ihrer kontroversen Ansichten über Transgender-Personen vollständig mit Transgender-Flaggen bedeckt.